# Bahnhof Ōsaki
Der Bahnhof Ōsaki (jap. 大崎駅, Ōsaki-eki) ist ein Bahnhof in der japanischen Hauptstadt Tokio, der gemeinsam von den Bahngesellschaften JR East und Tōkyō Rinkai Kōsoku Tetsudō betrieben wird. Er befindet sich im Norden des Bezirks Shinagawa, nahe der Grenze zum Bezirk Minato. Hier treffen vier Bahnlinien aufeinander, wobei Ōsaki der nominelle Endpunkt von dreien ist.

## Verbindungen
Ōsaki ist ein bedeutender Eisenbahnknoten, an dem vier Bahnlinien der Gesellschaften JR East und Tōkyō Rinkai Kōsoku Tetsudō aufeinandertreffen. Die Yamanote-Linie, deren nomineller Endpunkt der Bahnhof Ōsaki ist, verläuft ringförmig um die gesamte Tokioter Innenstadt und gehört zu den am intensivsten genutzten Bahnstrecken der Welt. Nahverkehrszüge fahren – in beiden Richtungen – tagsüber alle fünf Minuten, während der Hauptverkehrszeit alle drei bis vier Minuten.
Parallel zur Yamanote-Linie verläuft zum Teil die Shōnan-Shinjuku-Linie, die Ōmiya mit Yokohama, Odawara und Zushi verbindet. Dabei werden tagsüber drei oder vier Schnell- und Nahverkehrszüge je Stunde angeboten, während der morgendlichen Hauptverkehrszeit bis zu sieben. Einzelne Schnellzüge werden von der Sagami Tetsudō angeboten und verkehren über die Hinkaku-Linie nach Ebina. Eine weitere Linie entlang dem Korridor der Yamanote-Linie ist die Saikyō-Linie, die von Ōsaki über Shinjuku und Ōmiya nach Kawagoe führt. Werktäglich fahren tagsüber fünf Züge je Stunde, während der morgendlichen Hauptverkehrszeit bis zu 13. Zu einem großen Teil werden die Züge der Saikyō-Linie zur Rinkai-Linie durchgebunden, die von Ōsaki durch das frühere Hafengebiet nach Shin-Kiba führt. Je nach Tageszeit verkehren stündlich sechs bis zwölf Züge.
Vor dem Westausgang hält eine Buslinie der Gesellschaft Tōkyū Bus. Außerdem befindet sich auf dem westlichen Bahnhofsvorplatz ein Busterminal für den Fernbusverkehr, der vor allem für Nachtbusse und für Flughafenshuttles von und nach Narita genutzt wird. Betrieben wird er von Ōsaki Area Management, einem Joint-Venture der hier vertretenen Anbieter, darunter Willer Express, Odakyū City Bus, Teisan Kankō Bus, Keisei Bus und Chiba Kōtsū.

## Anlage
Der Bahnhof steht im Zentrum des Stadtteils Ōsaki, der zum Bezirk Shinagawa gehört. Die Gegend war früher industriell geprägt, mit Produktionsstätten unter anderem von Sony und Meidensha. Nachdem die Regierung im Jahr 1982 Ōsaki zu einem Stadtentwicklungsgebiet erklärt hatte, ging die Transformation zunächst nur langsam voran, beschleunigte sich aber zu Beginn des 21. Jahrhunderts deutlich. Heute stehen auf der einstigen Industriebrache unter anderem die Wolkenkratzer Osaki New City, Gate City Osaki, Park City Osaki, Art Village Osaki Central Tower, ThinkPark Tower und Osaki West City Towers. Die meisten dieser Gebäude sind über Fußgängerbrücken direkt mit dem Bahnhof verbunden.
Die Anlage ist von Nordwesten nach Südosten ausgerichtet und umfasst zehn Gleise, von denen acht dem Personenverkehr dienen. Diese liegen an vier überdachten Mittelbahnsteigen, über die sich das Empfangsgebäude in Form eines Reiterbahnhof spannt. Die in der Mitte des Gleisfelds verlaufende Yamanote-Güterlinie unterteilt die Bahnsteige in zwei Gruppen. Die östliche Bahnsteiggruppe ist leicht nach Norden versetzt und dient ausschließlich den Zügen der Yamanote-Linie, die eine relativ enge Kurve nach Nordosten in Richtung Shinagawa beschreibt. Die übrigen Gleise unterqueren südöstlich des Bahnhofs die Strecken der Tōkaidō-Hauptlinie und der Tōkaidō-Shinkansen. Kurz darauf verzweigen sich die Hinkaku-Linie und die Rinkai-Linie. In diesem Bereich ist auch eine ausgedehnte Abstellanlage mit mehr als vierzig Gleisen zu finden, auf denen vor allem die Züge der Yamanote-Linie abgestellt werden.
Im Fiskaljahr 2019 nutzten durchschnittlich 242.077 Fahrgäste täglich den Bahnhof. Davon entfielen 177.095 auf JR East und 64.982 auf Tōkyō Rinkai Kōsoku Tetsudō.

## Bilder

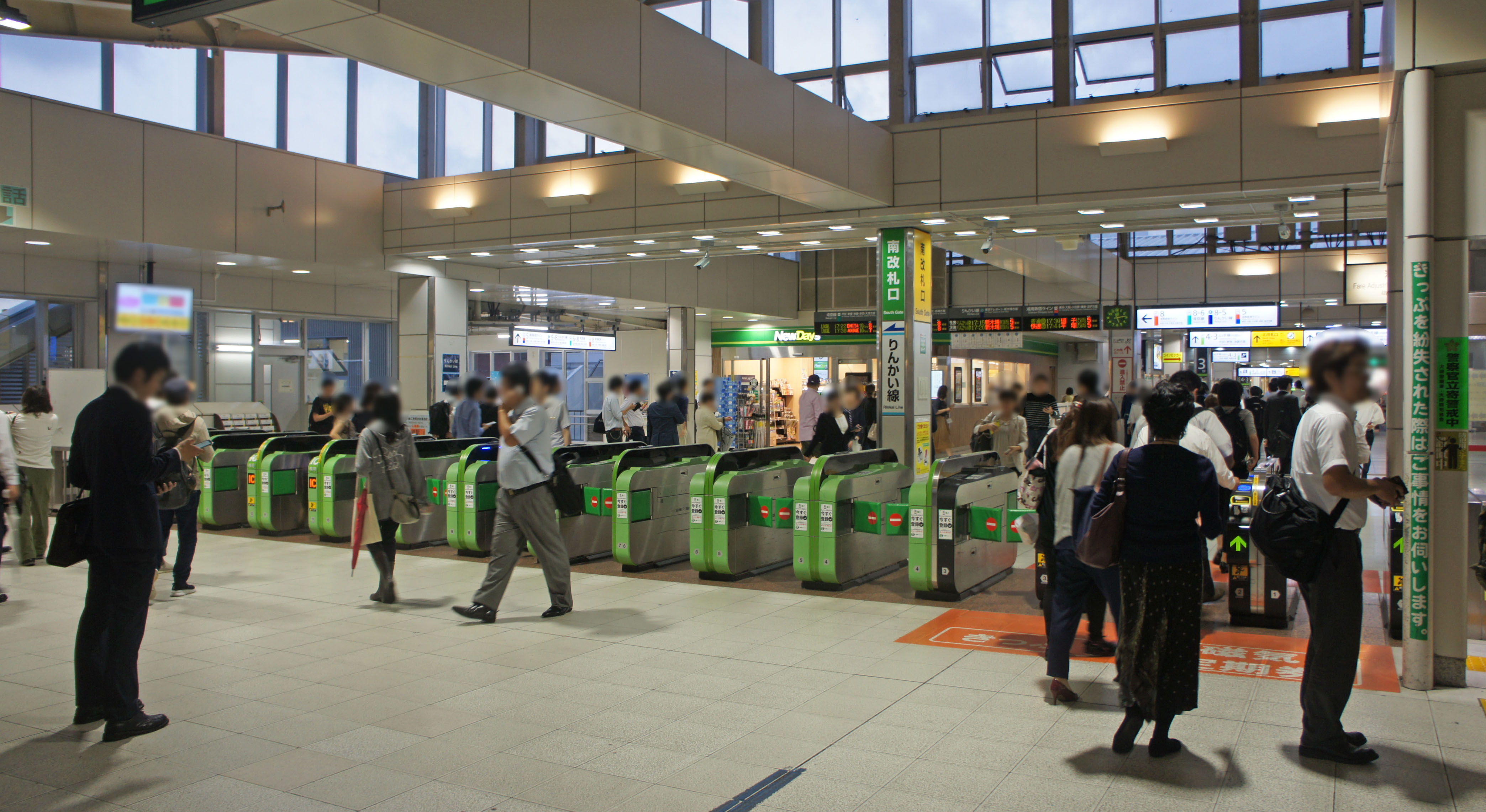
Bahnsteigsperren beim südlichen Haupteingang
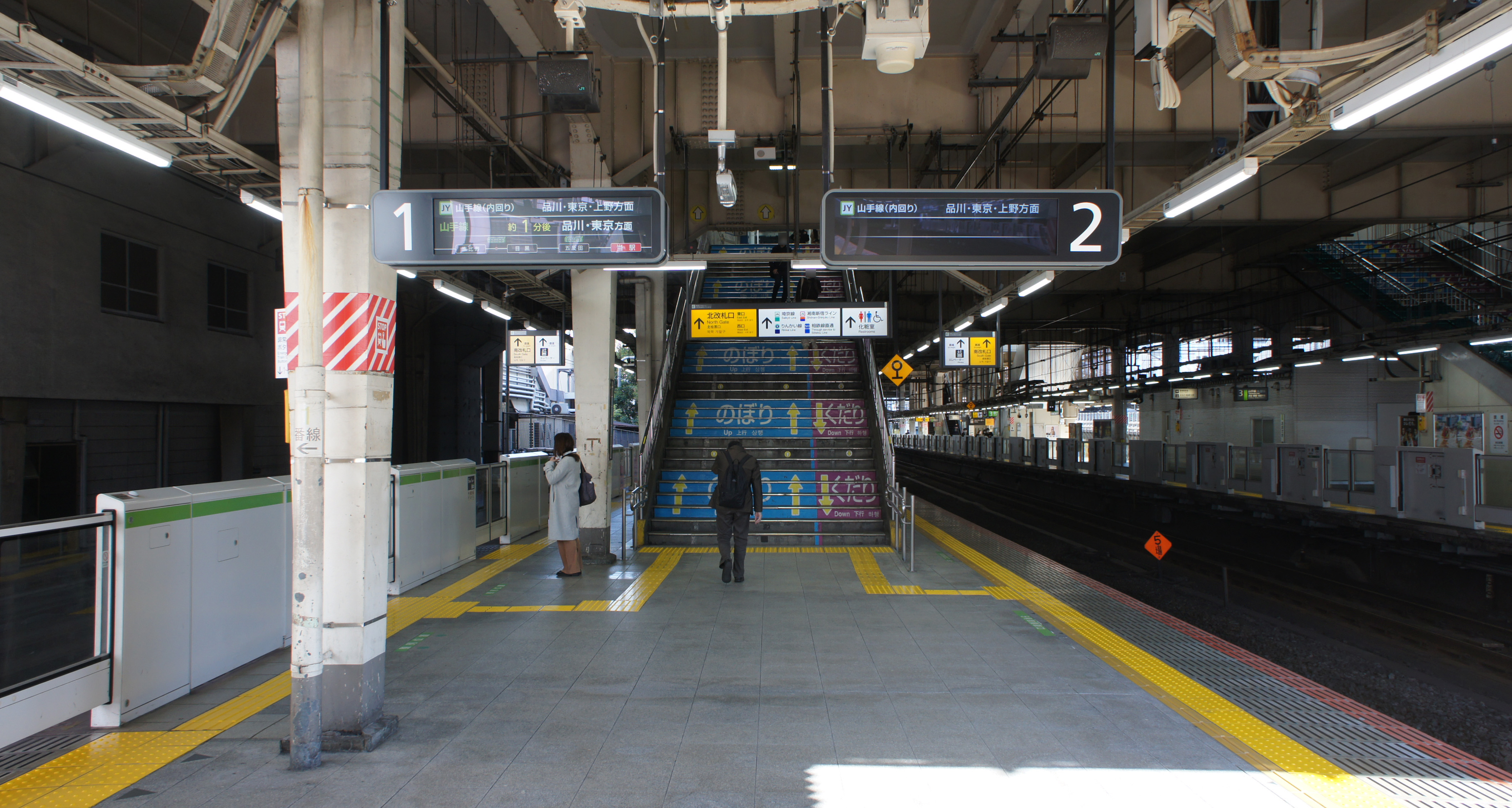
Bahnsteige 1/2
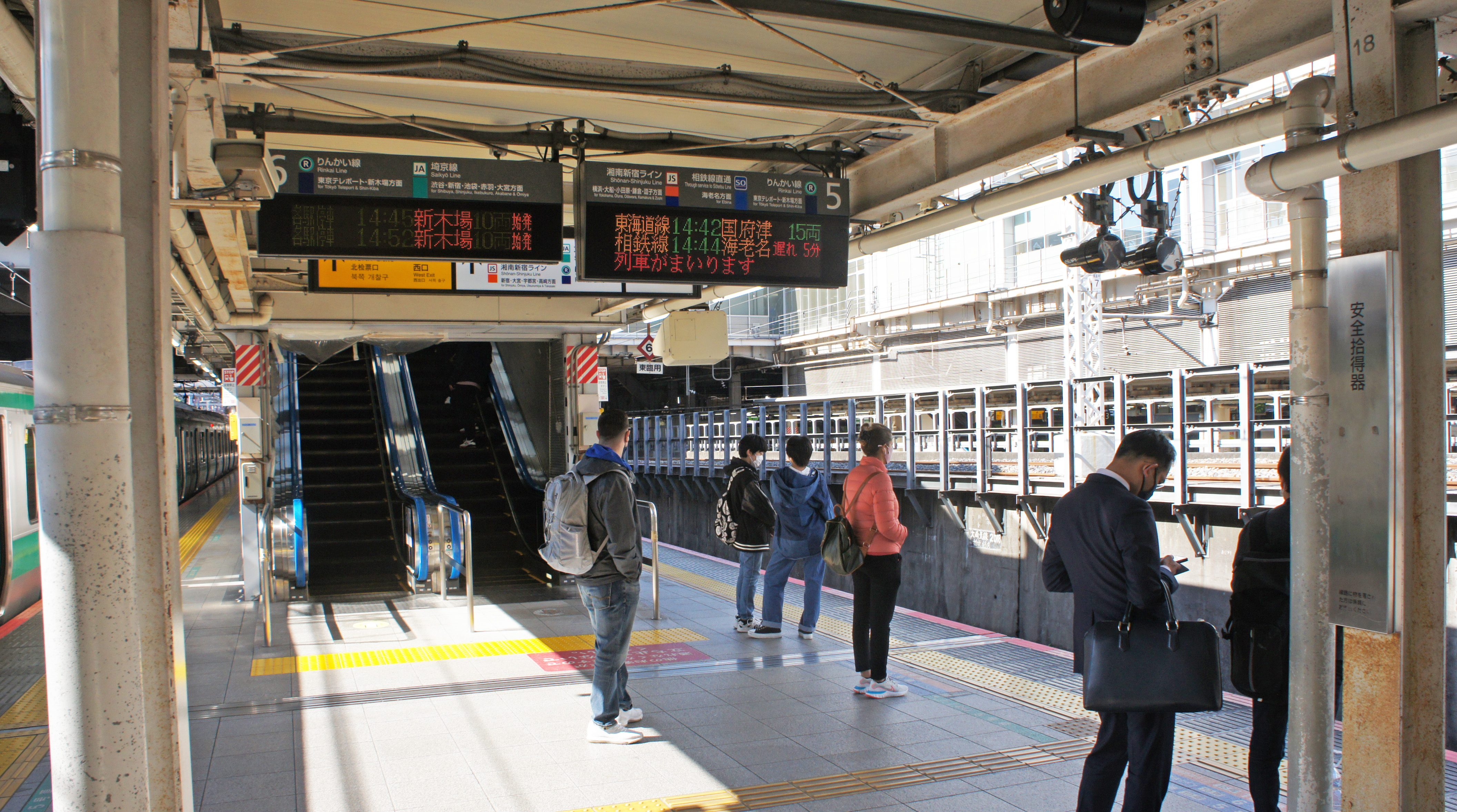
Bahnsteige 5/6
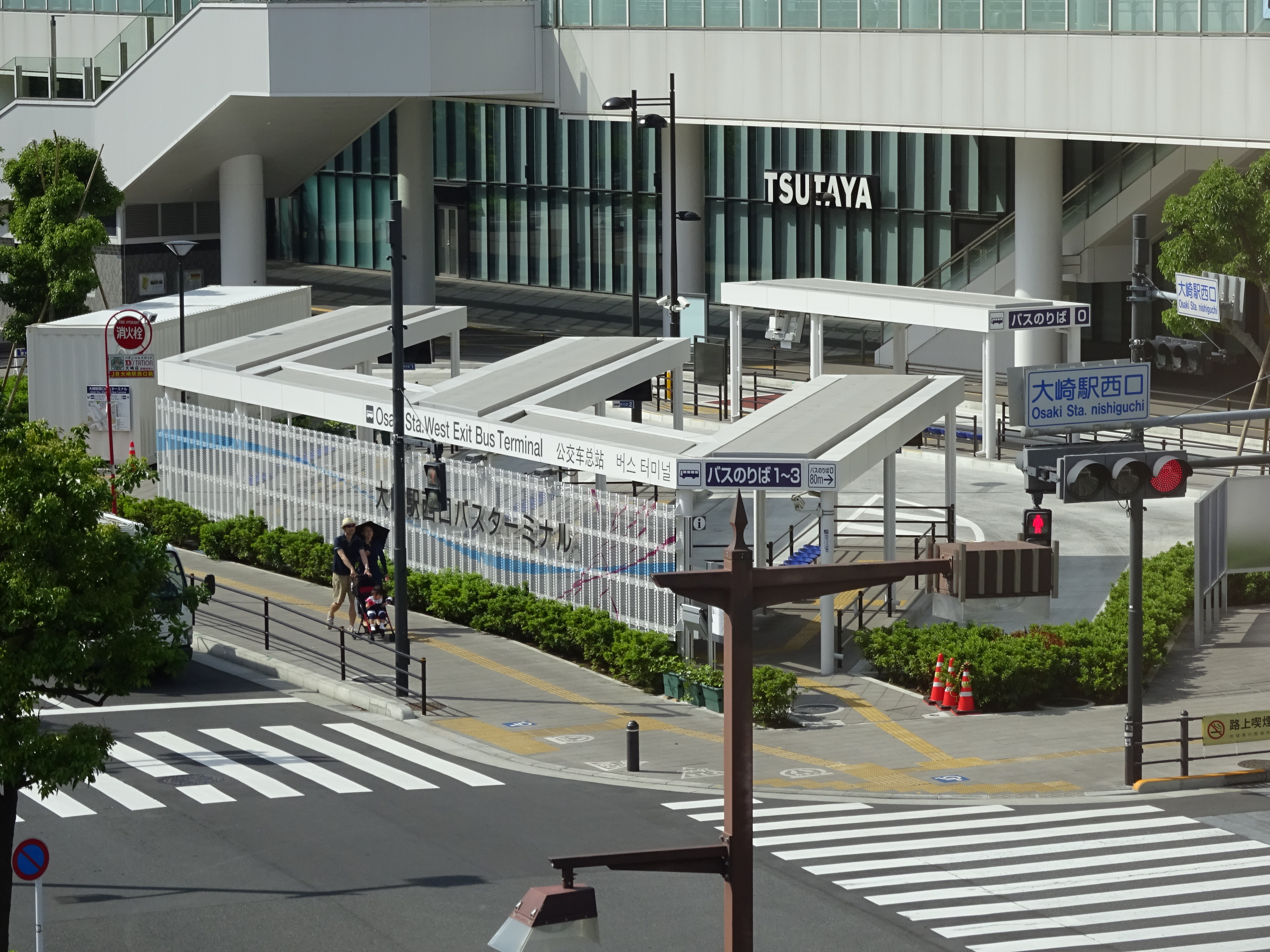
Busterminal

## Gleise

Gleisplan

| 1/2 | ▉ Yamanote-Linie        | Shinagawa • Tokio • Ueno • Tabata  |
| 3/4 | ▉ Yamanote-Linie        | Shibuya • Shinjuku • Ikebukuro     |
| 5   | ▉ Shōnan-Shinjuku-Linie | Yokohama • Ōfuna • Odawara • Zushi |
| 5   | ▉ Shin-Yokohama-Linie   | Direktzüge nach Nishiya • Ebina    |
| 5   | ▉ Rinkai-Linie          | Tennōzu Isle • Shin-Kiba           |
| 6/7 | ▉ Saikyō-Linie          | Shinjuku • Ikebukuro • Ōmiya       |
| 6/7 | ▉ Rinkai-Linie          | Tennōzu Isle • Shin-Kiba           |
| 8   | ▉ Saikyō-Linie          | Shinjuku • Ikebukuro • Ōmiya       |
| 8   | ▉ Shōnan-Shinjuku-Linie | Ōmiya • Utsunomiya • Takasaki      |

## Linien
| Verlauf der Saikyō-Linie |
| --- |
| Ōsaki • Ebisu • Shibuya • Shinjuku • Ikebukuro • Itabashi • Jūjō • Akabane • Kita-Akabane • Ukima-Funado • Toda-Kōen • Toda • Kita-Toda • Musashi-Urawa • Naka-Urawa • Minami-Yono • Yonohommachi • Kita-Yono • Ōmiya |

| Verlauf der Shōnan-Shinjuku-Linie |
| --- |
| Ōmiya • Urawa • Akabane • Ikebukuro • Shinjuku • Shibuya • Ebisu • Ōsaki • Nishi-Ōi • Musashi-Kosugi • Shin-Kawasaki • Yokohama • Hodogaya • Higashi-Totsuka • Totsuka • Ōfuna • Kita-Kamakura • Kamakura • Zushi |

| Verlauf der Yamanote-Linie |
| --- |
| Shinagawa • Ōsaki • Gotanda • Meguro • Ebisu • Shibuya • Harajuku • Yoyogi • Shinjuku • Shin-Ōkubo • Takadanobaba • Mejiro • Ikebukuro • Ōtsuka • Sugamo • Komagome • Tabata • Nishi-Nippori • Nippori • Uguisudani • Ueno • Okachimachi • Akihabara • Kanda • Tokyo • Yūrakuchō • Shimbashi • Hamamatsuchō • Tamachi • Takanawa Gateway • Shinagawa |

| Verlauf der Rinkai-Linie                                                                                      |
| --- |
| Ōsaki • Ōimachi • Shinagawa Seaside • Tennōzu Isle • Tōkyō Teleport • Kokusai-Tenjijō • Shinonome • Shin-Kiba |

## Geschichte

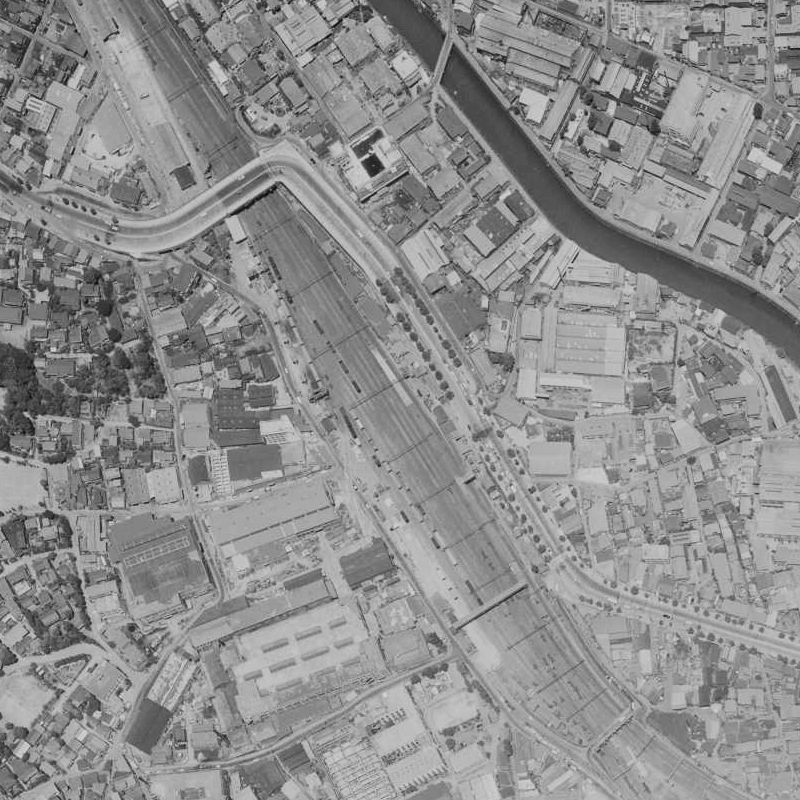
Luftansicht (1963)

1885 eröffnete die Nippon Tetsudō eine Strecke entlang dem damaligen Stadtrand von Tokio. Sie führte von Shinagawa nach Akabane und verband die Tōkaidō-Hauptlinie mit der Tōhoku-Hauptlinie; seit 1909 ist sie Teil der heutigen Yamanote-Linie. Anderthalb Jahrzehnte lang fuhren die Züge hier ohne Halt durch. Als sich in der Gegend zunehmend Industriebetriebe anziedelten, nahm die Nippon Tetsudō am 25. Februar 1901 den Bahnhof Ōsaki in Betrieb, der einen Inselbahnsteig mit zwei Gleisen umfasste; ab 15. Oktober 1902 stand er auch dem Güterumschlag zur Verfügung. Als Folge des Eisenbahnverstaatlichungsgesetzes gingen die Strecke und der Bahnhof am 1. November an das Eisenbahnamt (das spätere Eisenbahnministerium) über.
Am 24. Mai 1945, gegen Ende des Pazifikkriegs, brannte der Bahnsteig nach einem amerikanischen Luftangriff nieder und musste daraufhin wieder instand gesetzt werden. 1966 erfolgte der Umbau zu einem Reiterbahnhof, gleichzeitig erhielt die Anlage einen zweiten Bahnsteig. Aus Rationalisierungsgründen stellte die Japanische Staatsbahn am 1. Oktober 1980 den Güterumschlag ein. Im Rahmen der Staatsbahnprivatisierung gelangte der Bahnhof am 1. April 1987 in den Besitz der neuen Gesellschaft JR East. Ab 16. März 1996 führte die Saikyō-Linie bis nach Ebisu. Da dort aus Platzgründen nicht gewendet werden konnte, fuhren die Züge leer bis nach Ōsaki und wendeten dort auf einem Abstellgleis.
Diese betriebliche Situation war unbefriedigend, weshalb JR East zwei neue Bahnsteige an der Westseite errichtete und den Reiterbahnhof verbreiterte. Am 1. Dezember 2002 erfuhr der ausgebaute Bahnhof eine deutliche Aufwertung: Die Shōnan-Shinjuku-Linie, deren Züge zuvor ein Jahr lang ohne Halt durchgefahren waren, erhielt einen festen fahrplanmäßigen Halt. Am selben Tag verlängerte man die Saikyō-Linie hierher und verband sie mit der Rinkai-Linie, die mit der Inbetriebnahme des letzten noch fehlenden Abschnitts nach Tennōzu Isle nun komplett war. JR East und Sagami Tetsudō führten am 30. November 2019 die gemeinsam betriebene direkte Schnellzugverbindung Shinjuku–Ebina ein, die südlich von Ōsaki die Gleise der Hinkaku-Linie nutzt.